# Mirabeau B. Lamar

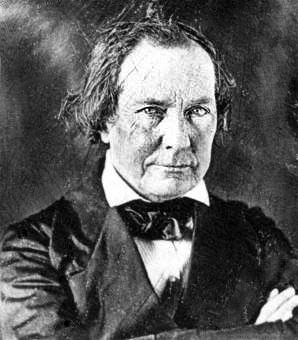
Mirabeau B. Lamar

Mirabeau Buonaparte Lamar (* 16. August 1798 bei Louisville, Georgia; † 19. Dezember 1859 bei Richmond, Texas) war ein US-amerikanischer Politiker, Botschafter und zweiter Präsident der Republik Texas.

## Leben
Lamar wurde 1798 im Jefferson County in Georgia geboren. Als Sekretär von Gouverneur George Troup sammelte er erste Erfahrungen in der Politik. Er nahm auf texanischer Seite an der Schlacht von San Jacinto teil, mit der Texas seine Unabhängigkeit von Mexiko erkämpfte. Lamar wurde Verteidigungsminister der Interimsregierung von Texas. 1836 wurde er zum Vizepräsidenten, 1838 zum Präsidenten der Republik Texas gewählt, ein Amt, das er bis Dezember 1841 bekleidete. Ihm gelang es, die Anerkennung Texas’ von einigen europäischen Staaten zu erreichen und das Erziehungswesen zu verbessern. Seine Finanzpolitik war weniger erfolgreich und führte fast zum Staatsbankrott. Auch dem während seiner Amtszeit unternommenen Versuch, mittels der von ihm initiierten Texanischen Santa-Fe-Expedition einen Teil Mexikos zu annektieren, war kein Erfolg beschieden. Lamar war, im Gegensatz zu Sam Houston, ursprünglich ein Gegner einer Vereinigung der Republik Texas mit den Vereinigten Staaten. Er strebte sogar die Ausweitung der unabhängigen Republik bis zum Pazifik an. Diese Pläne wurde von der weiteren politischen Entwicklung ein- und überholt.
Nach seiner Amtszeit nahm er am Mexikanisch-Amerikanischen Krieg teil und war von 1858 bis 1859 amerikanischer Ministerresident (Botschafter) in Nicaragua und Costa Rica. Er starb am 19. Dezember 1859 auf seiner Plantage nahe Richmond an einem Herzinfarkt. Sein Grab befindet sich auf dem Masonic Cemetery bei Richmond. Das Lamar County, die Stadt Lamar, das Lamar Hotel und die Lamar University in Beaumont wurden nach ihm benannt.